# Konrad von Querfurt
Konrad von Querfurt (né vers 1160, mort le 3 décembre 1202 à Wurtzbourg) est à la fin du XIIe siècle évêque de Hildesheim (1194-1199) et de Wurtzbourg (1198-1202), ainsi que chancelier de deux rois.

## Biographie
Konrad est un fils du burgrave de Magdebourg Burchard II von Querfurt (de) et de Mathilde von Gleichen, une fille de Lambert I. zu Tonna.
Il va à l'école épiscopale de Hildesheim puis étudie à Paris avec Lotario de Segni (le futur pape Innocent III). En 1182, il reçoit le titre lui permettant d'intégrer le chapitre de Magdebourg ; en 1188, il est prévôt à Goslar, en 1190 à Magdebourg puis en 1194 au monastère Sainte-Marie à Aix-la-Chapelle.
Lorsque Sigelo (de), le chancelier d'Henri VI du Saint-Empire, meurt à Messine en 1194, l'empereur nomme Konrad, qui fut son tuteur, à sa succession. L'année suivante, Konrad est élu évêque de Hildesheim.
En 1196, l'empereur le nomme légat pour les Pouilles et la Sicile. Il joue un rôle important dans la domination de la Maison de Hohenstaufen dans cette région. À sa demande, Pierre d'Éboli écrit Liber ad honorem Augusti qui représente les actes de Konrad.
En 1197, Konrad est avec le Reichsmarschall Heinrich von Kalden (de), l'un des chefs de la croisade germanique de 1197. Pendant le siège de Toron, il apprend les morts du roi Henri et du pape Célestin III. Il décide de revenir en Allemagne, craignant la contestation pour la succession du roi.
Avant de partir, Konrad participe le 5 mars 1198 à la remise de l'hôpital d'Acre à l'ordre Teutonique, ce que le pape Innocent III approuve.
À la moitié de cette année, Konrad rencontre en Thuringe Philippe de Souabe, le frère d'Henri VI à qui il a succédé, qui le reprend comme chancelier.
Durant son séjour en Terre sainte, Konrad a été nommé évêque de Wurtzbourg. Le pape Innocent III l'accuse de cumuler les pouvoirs et l'exhorte à abandonner son nouveau diocèse. Mais Konrad refuse, il est donc excommunié l'année suivante. En 1199, il abandonne les évêchés de Hildesheim et de Wurtzbourg puis traverse l'Italie pour obtenir l'absolution. Le pape la lui accorde et lui rend l'évêché bavarois.
Au cours de l'opposition entre la Maison de Hohenstaufen et des Welf, Konrad fortifie la forteresse de Marienberg et fonde en 1200 la ville de Karlstadt pour défendre le territoire de l'évêché contre le comte de Rieneck. La ville est bâtie dans un style italien avec un plan presque rectangulaire.
Après que l'écoutète de Konrad, Eckard, ait été tué par des ministériels liés aux Ravensburg, l'évêque dissout la cour et inflige une lourde amende. Les Ravensburg, en raison de leurs liens avec Heinrich von Kalden (de), espèrent l'impunité et montent une intrigue contre Konrad. Le roi Philippe se méfie de lui depuis que Konrad retrouve si rapidement l'évêché.
Konrad se retire de la politique et se consacre à l'organisation de son évêché. Le 3 décembre 1202, il est assassiné à Wurtzbourg par Bodo von Ravensburg sur le chemin vers la cathédrale. Konrad est enterré dans la crypte. Pour rappeler le meurtre près de la cathédrale, on construit une lanterne des morts qui est la plus ancienne d'Allemagne.

## Sources
- (de) Cet article est partiellement ou en totalité issu de l’article de Wikipédia en allemand intitulé « Konrad von Querfurt († 1202) » (voir la liste des auteurs).
- (de) « Publications de et sur Konrad von Querfurt », dans le catalogue en ligne de la Bibliothèque nationale allemande (DNB).
- (de) Alfred Wendehorst, « Konrad I. von Querfurt », dans Neue Deutsche Biographie (NDB), vol. 12, Berlin, Duncker & Humblot, 1980, p. 504–505 (original numérisé).